# Finnix
Finnix é um sistema operacional(pt-BR) ou sistema operativo(pt-PT?), construído a partir do Linux, baseado no Debian, em formato LiveCD. É destinado a administradores de sistemas em tarefas de recuperação, tais como sistema de arquivos, monitoramento de rede e instalação de sistemas operacionais. Seu tamanho é relativamente pequeno, possui cerca de 120MB no formato ISO, e está disponível para arquiteturas x86, PowerPC, User-Mode Linux e Xen. O sistema pode ser iniciado a partir de um CD, por uma unidade USB (pendrive), pelo disco rígido, ou através de boot via rede (PXE).

## Versões
| Versão | Data de Lançamento     | Núcleo                | Pacotes | Código    |
| ------ | ---------------------- | --------------------- | ------- | --------- |
| 110.0  | 25 de maio de 2014     | 3.13.xx               | xxx/447 | Beloit    |
| 89.2   | 26 de julho de 2007    | 2.6.18.dfsg.1-12etch2 | 365/359 | Crivitz   |
| 89.1   | 13 de abril de 2007    | 2.6.18                | 365/359 | Sheboygan |
| 89.0   | 22 de janeiro de 2007  | 2.6.18                | 366/359 | Oshkosh   |
| 88.0   | 2 de agosto de 2006    | 2.6.17                | 359/349 | Pulaski   |
| 87.0   | 31 de março de 2006    | 2.6.16                | 356/347 | -.-       |
| 86.2   | 8 de janeiro de 2006   | 2.6.15                | 343/336 | -.-       |
| 86.1   | 21 de novembro de 2005 | 2.6.14                | 346/336 | -.-       |
| 86.0   | 23 de outubro de 2005  | 2.6.13                | 336     | -.-       |
| 0.03   | 22 de março de 2000    | 2.2.12                | 242     | -.-       |